# DSV Posen
Der DSV Posen war ein Fußballverein aus Posen.

## Geschichte
Der DSV Posen wurde 1909 Mitglied des Südostdeutschen Fußballverbandes (SOFV), um Posen zu repräsentieren. Der DSV war der beste Verein der Stadt und schaffte es zweimal ins Halbfinale der Playoffs der SOFV, wobei er beide Male (1:2, 1:3) an Germania Breslau scheiterte. Der DSV Posen wurde fünfmal Posener Fußballmeister.
Während des Ersten Weltkriegs wurden die Fußballwettbewerbe in großen Teilen Deutschlands unterbrochen, auch in Posen. Nach dem Krieg fiel Posen an Polen. Dadurch brach der Spielbetrieb zusammen und sie schickten keinen Vertreter mehr zu den Playoffs. Damit war der DSV einer von vielen deutschen Sportvereinen, die sich nach der Zugehörigkeit der jeweiligen Gebiete zu Polen auflösten.
Nach dem Ausbruch des Zweiten Weltkrieges und der Invasion der Nazis wurden viele dieser Vereine als Militär- oder Polizeisportklubs wieder gegründet. 1939 wurde der DSC Posen neu gegründet und nahm wieder an deutschen Wettbewerben teil. Der Verein konnte jedoch nicht mehr an frühere Erfolge anknüpfen. Mit Ende des Zweiten Weltkrieges 1945 hörte der Verein auf zu existieren.

## Erfolge
- fünffacher Posener Fußballmeister
- zweimaliges Erreichen des Halbfinals der Playoffs des SOFV